# Andy Altenfelder
Andreas „Andy“ Altenfelder (* 1944) ist ein deutscher Jazztrompeter.

## Leben und Wirken
Altenfelder studierte von 1964 bis 1966 an der Hochschule für Musik Franz Liszt Weimar und von 1966 bis 1970 an der Hochschule für Musik „Hanns Eisler“ Berlin. 1967 war er Mitglied der DDR-Band Die Alexanders. Ab 1968 gehörte er der Modern Soul Band an, die Soul und Blues spielte. Weiter spielte er bei Manfred Schulze und Ulrich Gumpert. Anschließend näherte er sich der freien Musikimprovisation an und arbeitete zunächst mit Hubert Katzenbeier im Duo, dann im Quartett. Mit diesem Berliner Improvisations Quartett, das auch durch Hermann Keller geprägt wurde, nahm er eine Platte für das Label AMIGA auf.
Altenfelder gründete eine eigene Gruppe mit Hannes Bauer, Heiner Reinhardt, Christoph Winckel und Wolfram Dix. Es kam zu Auftritten auf dem Moers Festival (Pfingsten 1979), bei der West-Berliner Konzertreihe Jazz Now. Jazz aus der DDR (August 1979) und 1980 in Cottbus (im Rahmen der Jazzwerkstatt Peitz), wo „Eislersche Revolutionsmusik“ in die freie Musik eingebaut wurde. Nach gemeinsamen Konzerten in der Blechband von Hannes Zerbe wurde er ab 1981 als Trompeter fest im Willem Breuker Kollektief beschäftigt. Dort war er – nach anfänglichen Missverständnissen der DDR-Behörden – gegen West-Devisen auf internationalen Tourneen tätig; er blieb bei Breuker bis zur Auflösung der Band Ende 2012. Daneben spielte er aber auch 1987/88 im Jazzorchester der DDR und in der Band von J. C. Tans. Sein Schaffen ist auf zahlreichen Schallplatten und CDs dokumentiert.